# Arnaud de Pellegrue
Arnaud de Pellegrue ou Pélagrüe (orthographe de l'époque) est un cardinal français né au château Lamothe, dans l'actuel département de la Gironde, alors en  Gascogne et mort en août 1331 à Avignon. Il est un parent (neveu ?) du pape Clément V.

## Repères biographiques
Arnaud de Pellegrue  est archidiacre de Chartres. À partir de 1295, il est vicaire général de Bertrand de Got en Comminges et à Bordeaux.
Pellegrue est créé cardinal par le pape Clément V lors du consistoire du 15 décembre 1305. Le cardinal de Pellegrue est nommé légat apostolique en Italie en 1307. Il est l'un des trois cardinaux présents à Rome en 1312 pour sacrer Henri VII de Luxembourg empereur. Il participe au conclave de 1314-1316, lors duquel Jean XXII est élu. Pellegrue fait bâtir deux chapelles dans la cathédrale de Chartres (à l'honneur de Saint-Jérôme et de Saint-Christophe).